# Roccarainola
Roccarainola község (comune) Olaszország Campania régiójában, Nápoly megyében.

## Fekvése
Nápolytól 30 km-re északkeletre fekszik. Határai: Arienzo, Arpaia, Avella, Cervinara, Cicciano, Forchia, Nola, Paolisi, Rotondi, San Felice a Cancello és Tufino.

## Története
A 16. század óta városi ranggal rendelkező település nevét a területét birtokló egyik nemesi család (Roccarainola) után kapta. A területén fekvő barlangból (Grotta di Roccarainola) a késői paleolitikumból származó emberi tevékenységre utaló leleteket találtak. A település történetében a régészeti leletek segítségével végigkövetjető a szamniszok, etruszkok majd rómaiak uralkodásának ideje. A Nyugatrómai Birodalom bukása után a bizánciak tulajdonába került. Ekkor épült fel a településen az első erődítmény. Az ezredforduló után, a település és környéke a Nápolyi Hercegség és a Beneventói Hercegség közötti vitatott terület lett, így gyakorta váltott gazdát. A longobárdok leverésével Roccarainola is a Nápolyi Királyság része lett és maradt 1861-ig, amikor a királyságot egyesítették Olaszországgal. 

## Népessége
A népesség számának alakulása:

## Főbb látnivalói
- Sant’Agnello Abate-templom